# Daewoo
1967. március 22-én alapították a Daewoo Industrialt, amelyet 1999-ben a dél-koreai kormány felszámolt, főleg az 1998-as ázsiai krízis miatt. A Daewoo volt az egyik legnagyobb csebol cégcsoport Dél-Koreában, mintegy 20 üzletágban rendelkezett érdekeltségekkel.

## A Daewoo-csoport

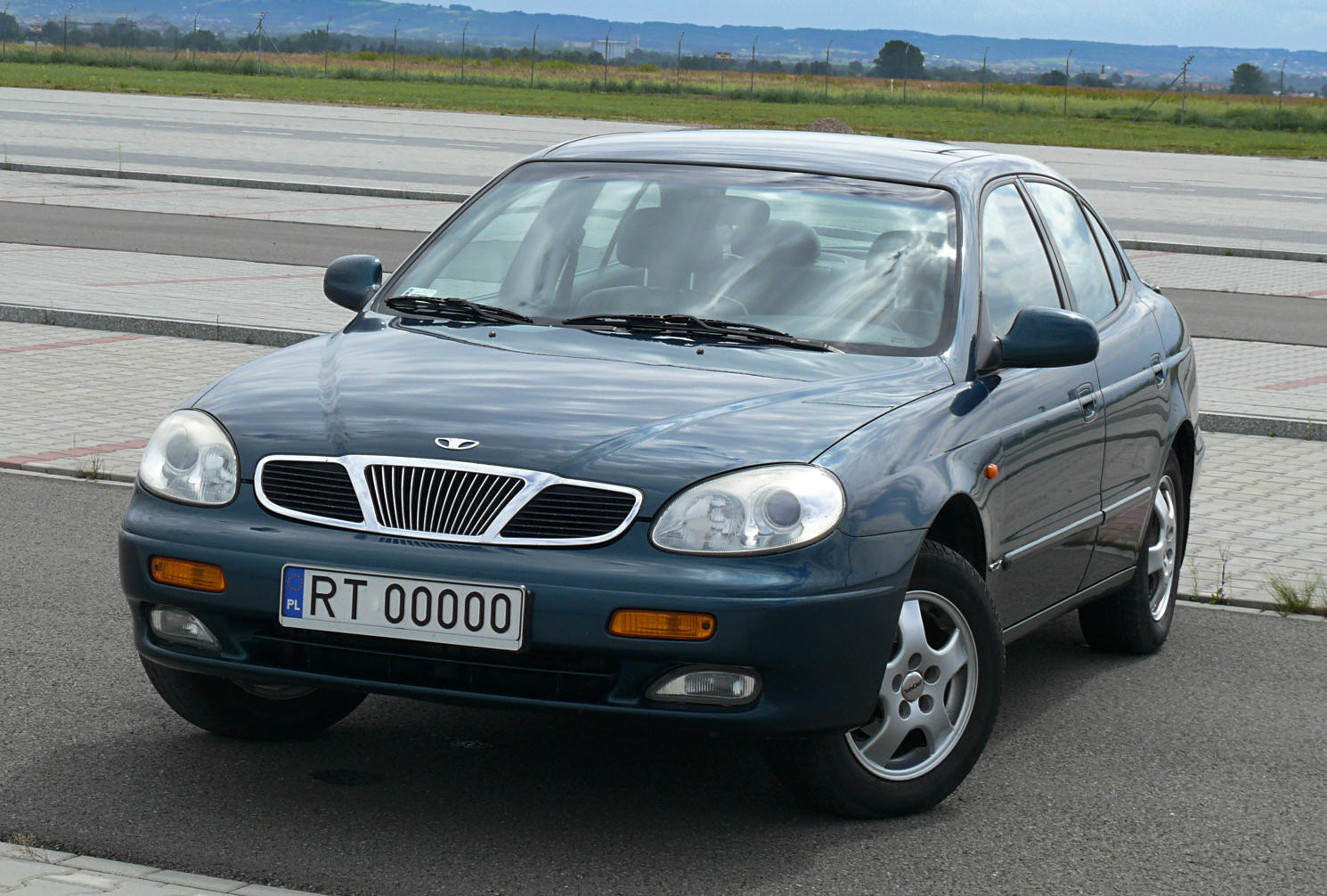
Daewoo Leganza, 1999

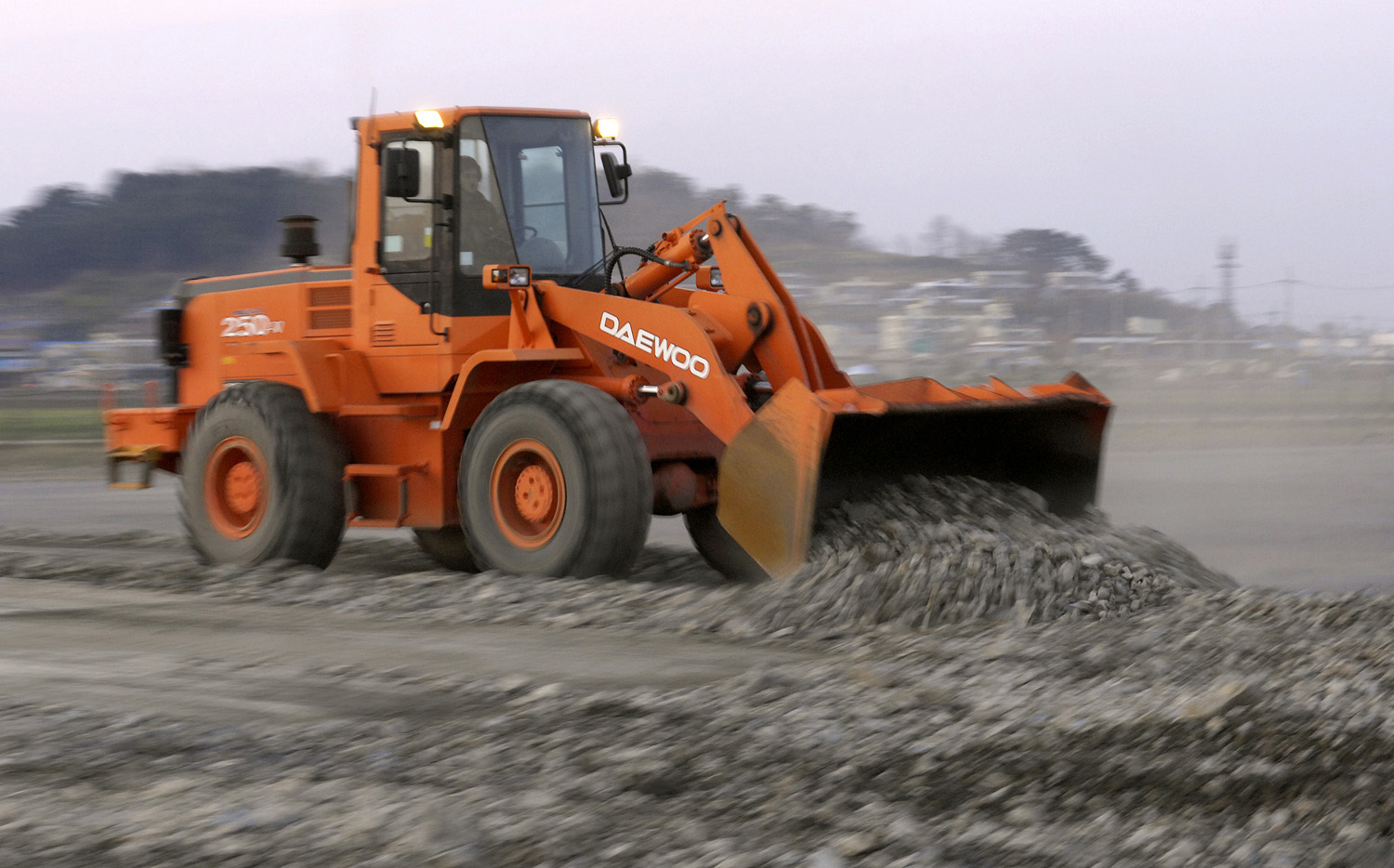
Daewoo homlokrakodó

- Daewoo Motor, személygépkocsik, autóbuszok
- Daewoo Motor Sales, gépkocsieladás, elsősorban saját és a General Motors termékei
- Daewoo Electronics, elektronikai és híradástechnikai termékek
- Daewoo Precision Industries
- Daewoo Textile Co. Ltd.
- Daewoo Heavy Industries (DHI), nehézgépek, vonatok, metrókocsik
- Daewoo Shipbuilding & Marine Engineering konténerhajók, olajtankerek és repülőgépek (2000-től önálló cég)
- Daewoo Securities, biztonságtechnika
- Daewoo Telecom Ltd., telekommunikáció
- Daewoo Corporation építőipar az autópályától a felhőkarcolóig. Főleg a Közel-Keleten és Afrikában
- Daewoo International, kereskedelem
- Daewoo Development Co. Ltd., a világon megtalálható Daewoo hotelek kezelése és Dél-Koreában a Hilton Hotelek franchise tulajdona
- IAE (Institute for Advanced Engineering)

## Daewoo Motor Co. Ltd.
A Daewoo Motor Co. Ltd.-et 1978-ban alapították, mikor a Saehan Motor a csoporthoz került. 1983-ban lett a neve Daewoo Motor. A Daewoo 1995-ben érkezett az Egyesült Királyságba, és kizárólag saját hálózatát használta az értékesítésre, ami újdonságnak számított. 2001-ben a Dewoo Motorst eladták a General Motorsnak, azóta rendre átnevezték az autókat, mint Chevrolet, Buick, Pontiac, Holden és Opel. A GM Daewoo név csak Dél-Koreában és Vietnámban maradt meg. A Daewoo Commercial Vehicles Divisiont pedig eladták az indiai Tata Motorsnak.

## Történet
Az 1960-as években Park Chung Hee új kormányának a célja, hogy növekedés és fejlesztés legyen az országban. Ez nagyobb hozzáférést biztosított az erőforrásokhoz, és az exportot részesítette előnyben. A Daewoo nem is lett fontos tényező sokáig. A magasabb hasznot hozó ruhaiparra koncentrált, hiszen ekkor még olcsó munkaerő bőven volt Dél-Koreában. Később a konkurencia miatt áttért az elektronikára és a hajóépítésre, amit a kormány erőltetett inkább. Kiterjesztették a szerszámgépek exportját, a védelmi termékek és a félvezetők tervezését és gyártását. Végül elkezdtek polgári helikoptereket és repülőgépeket építeni, amelyeknek az ára jóval az amerikai gyártmányoké alatt volt. A hetedik legnagyobb autóexportőrnek és a hatodik legnagyobb autógyártónak tartották a világban. Az 1980-as, 1990-es években a híradástechnikában és telekommunikációban is szerepet vállalt, valamint az építőipari gépek területén és a hangszergyártásban is jelen volt.

## A cég feldarabolása
Az 1998-as ázsiai pénzügyi krízis kihatással volt a koreai kormányra és főleg a Daewoo túlköltekezésére. Az állam nem tudta biztosítani az addigi olcsó, szinte feneketlen keretet. Míg az LG Electronics és a Samsung visszafogta magát, a Daewoo 40%-kal növelte a deficitet. Így 1999-ben Dél-Korea második legnagyobb cégcsoportja, melynek több mint 100 országban voltak érdekeltségei, csődbe ment, mintegy 80 milliárd won deficittel, ami kb. 85 milliárd amerikai dollárnak felelt meg. Nem tehettek mást, minthogy a cégeket külön-külön eladták, illetve néhány önállóvá vált.